# La Vía Láctea (bar)

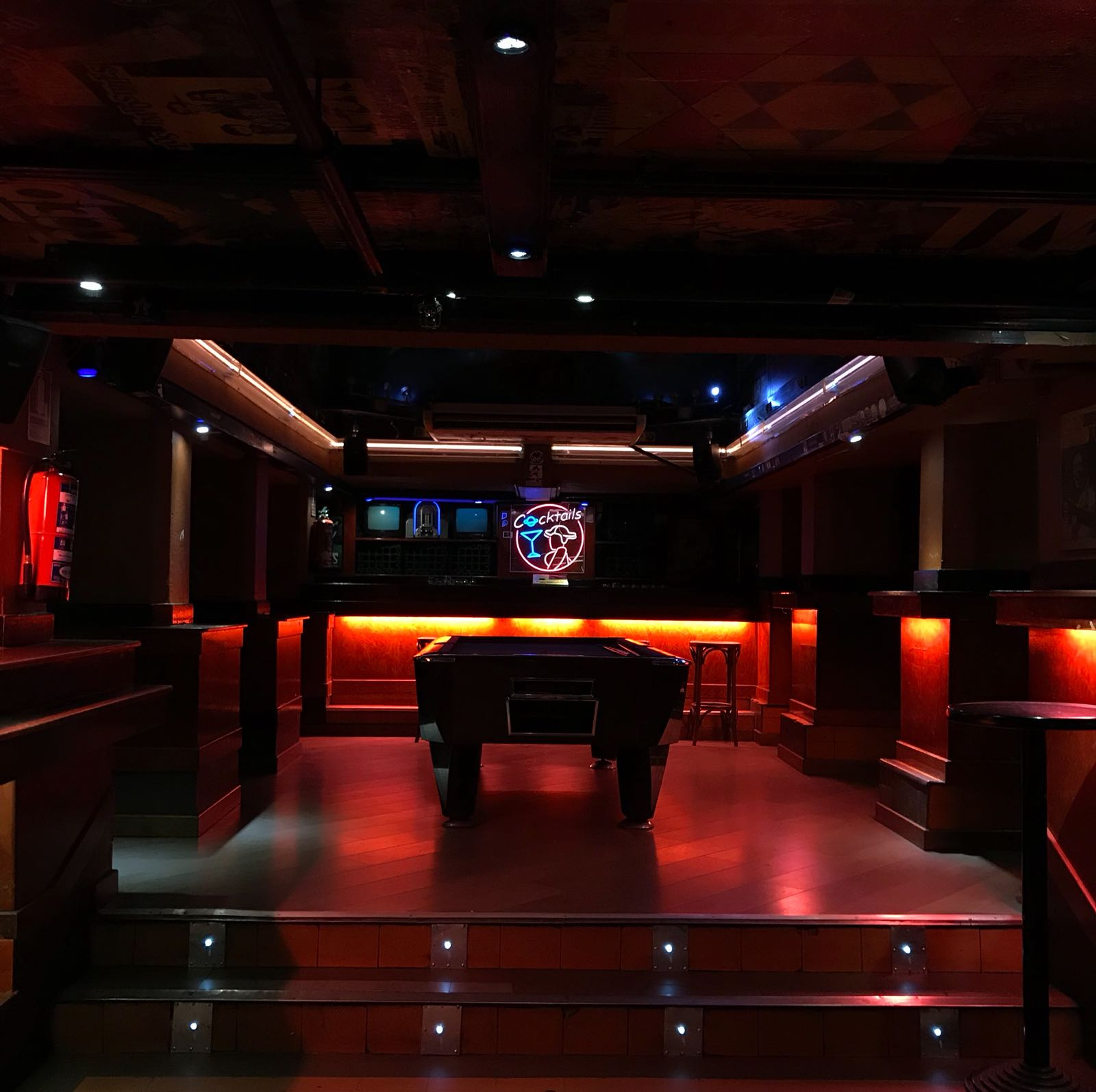
Interior de La Vía Lactea.

La Vía Láctea es un bar de Madrid, muy popular como sala de conciertos durante la “Movida” y junto a otros ‘lugares de culto’ juvenil, como el Rock-Ola, el Carolina, El Sol, El Pentagrama, Marquee, El Jardín, El Escalón, El Salero, etc. Situado en el número 18 de la calle de Velarde, en el madrileño barrio de Malasaña, se abrió en julio de 1979, convirtiendo en un local de ocio de dos plantas un antiguo despacho de carbón. Se usó como modelo algunos bares de copas de Londres y Nueva York.
Originalmente fue creado por Marcos López Artigas y otros socios. La imagen de la chica, el logo y todos los televisores colocados encima del bar fueron diseñados por el artista Montxo Algora y el espacio también contó originalmente con varias pinturas murales de Costus.
De su periodo álgido, además de las actuaciones en directo de las principales estrellas de la Movida, puede destacarse la labor diaria de pinchadiscos como Kike Turmix, Diego A. Manrique, Juan de Pablos, Manolo Calderón, Samuel o José Castillo, que disponían de colecciones de discos difíciles de encontrar en España.
La Vía Láctea cumplió 25 años un año después de la muerte de su fundador, el 14 de julio de 2003, manteniendo el negocio y su espíritu su sobrino David Krahe, que gestionaba el local desde 1995.
El que llegaría a ser conocido por la proyección de clientes como Pedro Almodovar, tuvo, ya en el siglo xx su momento feliz como centro de actividad de la música, con la presencia de bandas como los Twin Peaks, los Parrots, los Nastys y las Hinds.

La sala está reconocida como Patrimonio Cultural de Madrid.